# 伯羅斯山
伯羅斯山（英語：Mount Burrows），是南極洲的山峰，位於維多利亞地的斯科特海岸，屬於冷藏山脈的一部分，海拔高度2,260米，由新西蘭南極名稱諮詢委員會命名，現時由南極條約體系管理。